# Rhododendron simsii
Rhododendron simsii är en ljungväxtart som beskrevs av Jules Émile Planchon. Rhododendron simsii ingår i släktet rododendron, och familjen ljungväxter. Utöver nominatformen finns också underarten R. s. mesembrinum.

## Bildgalleri

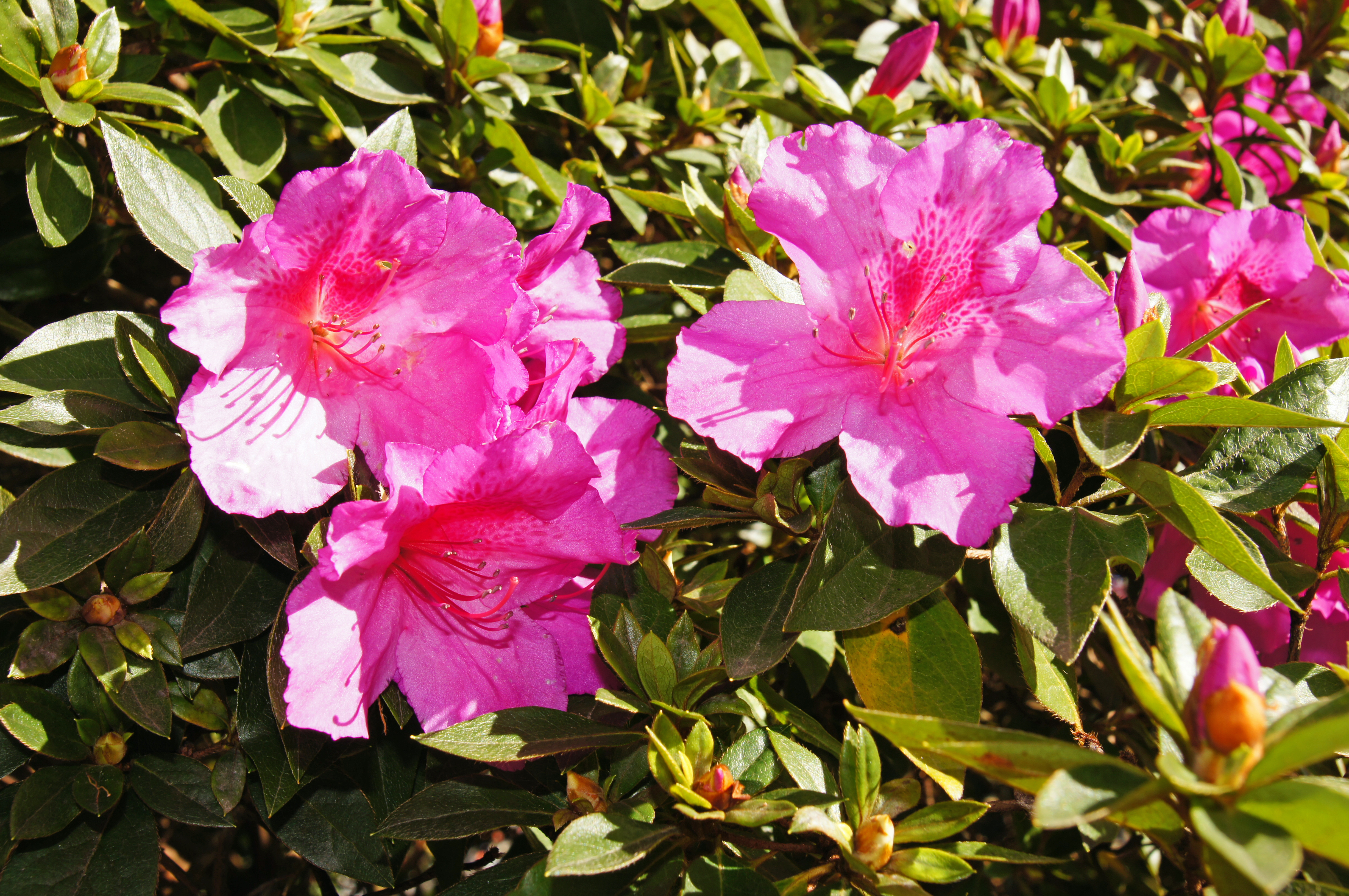
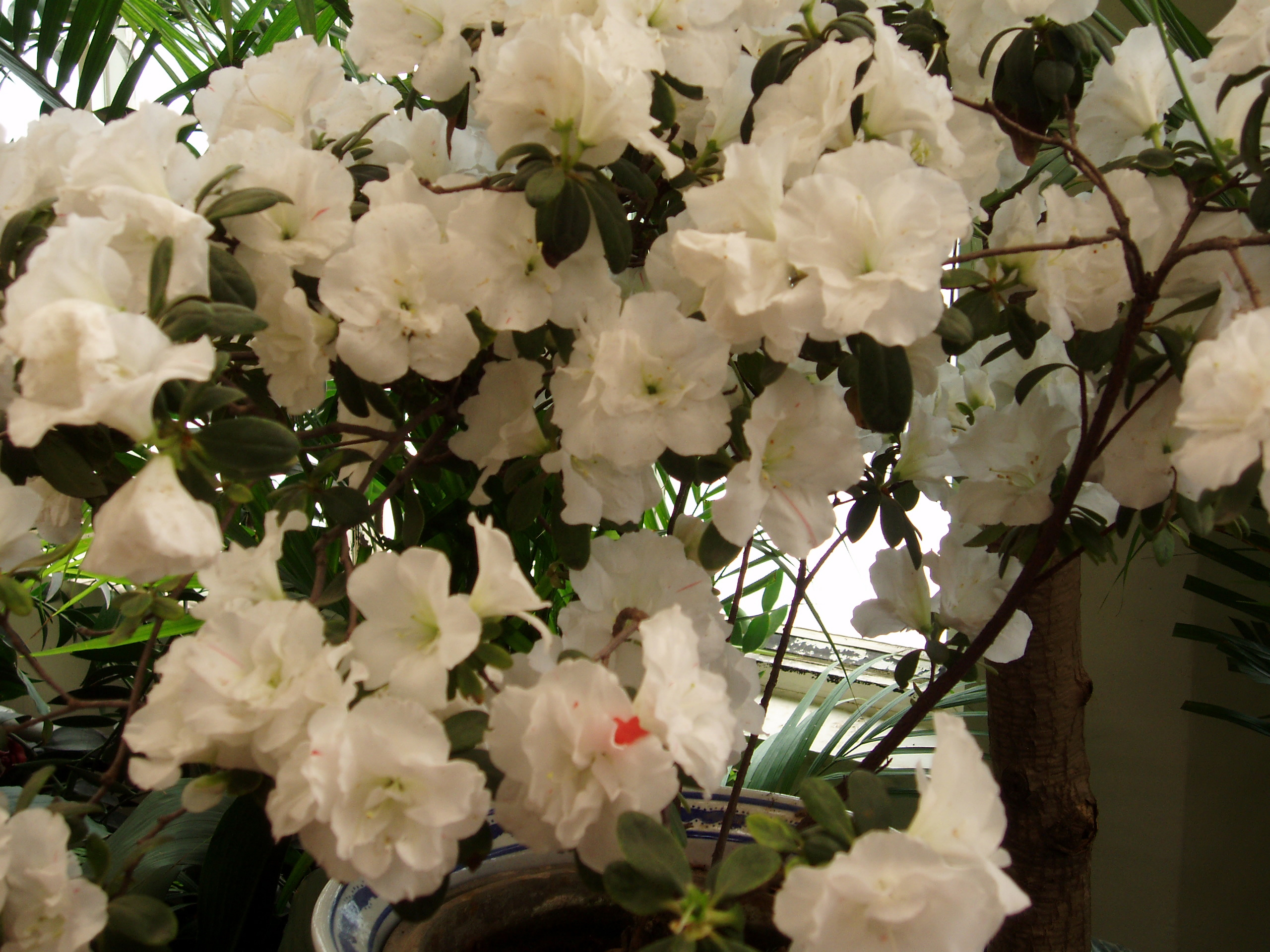
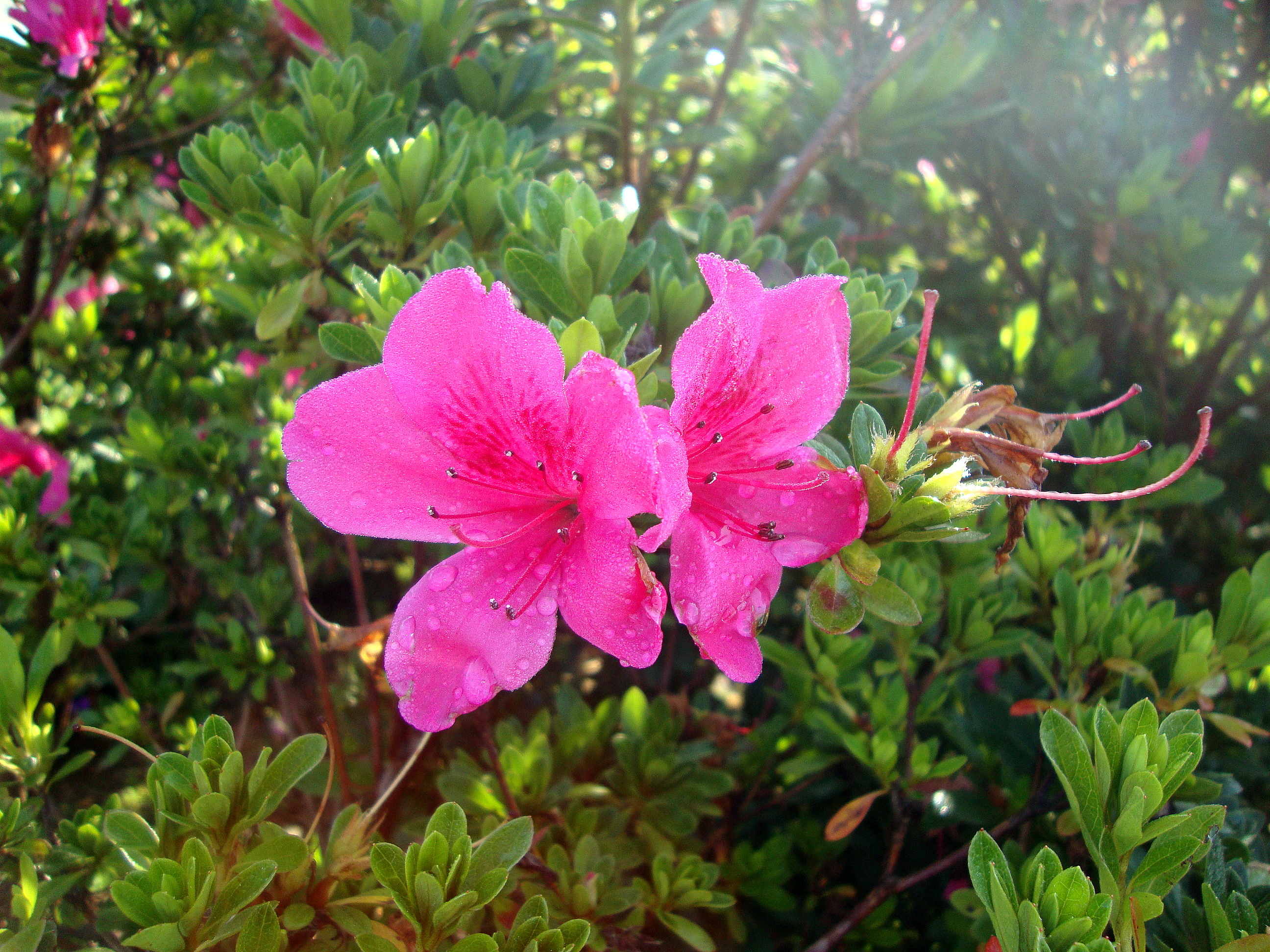
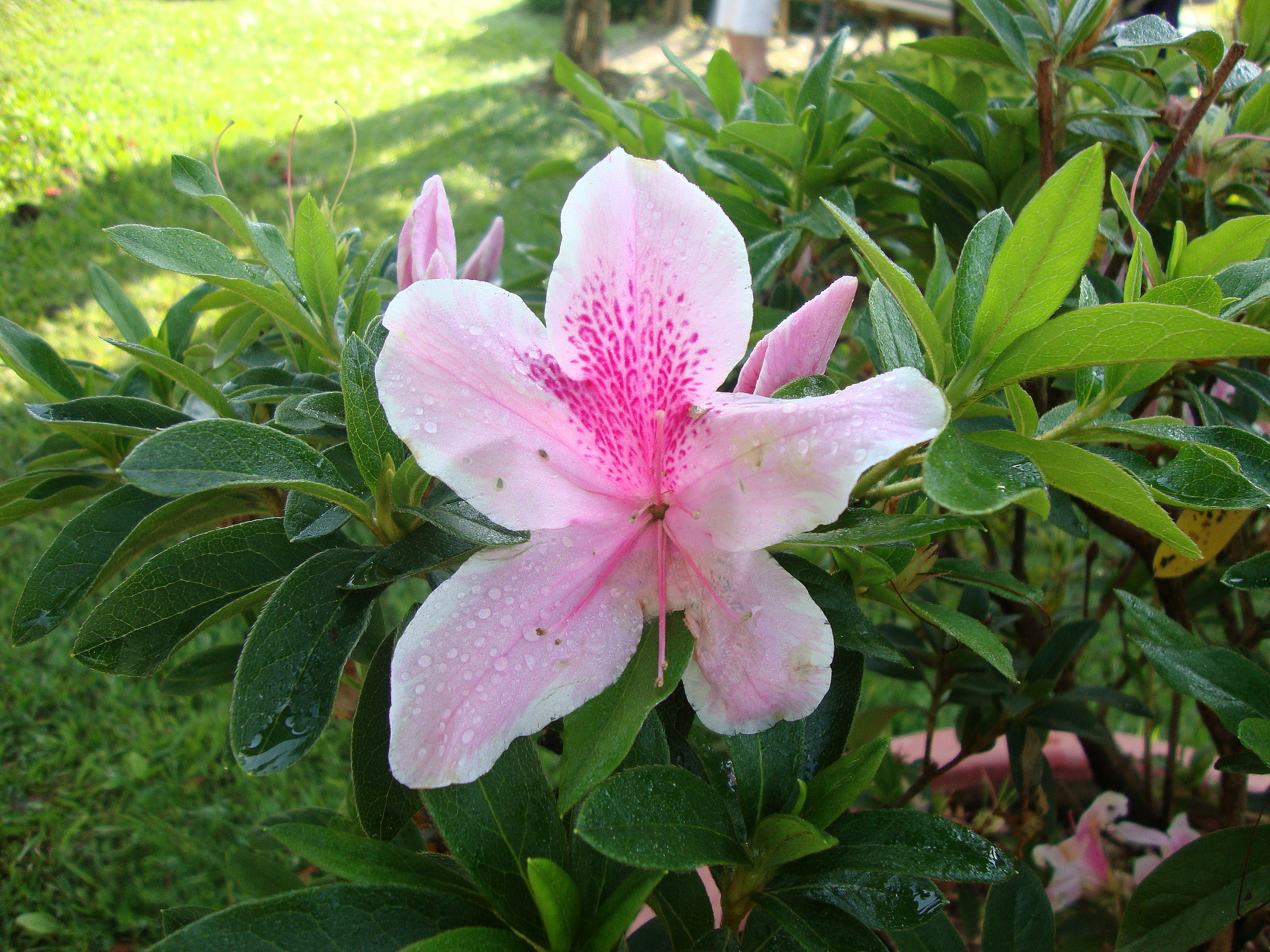
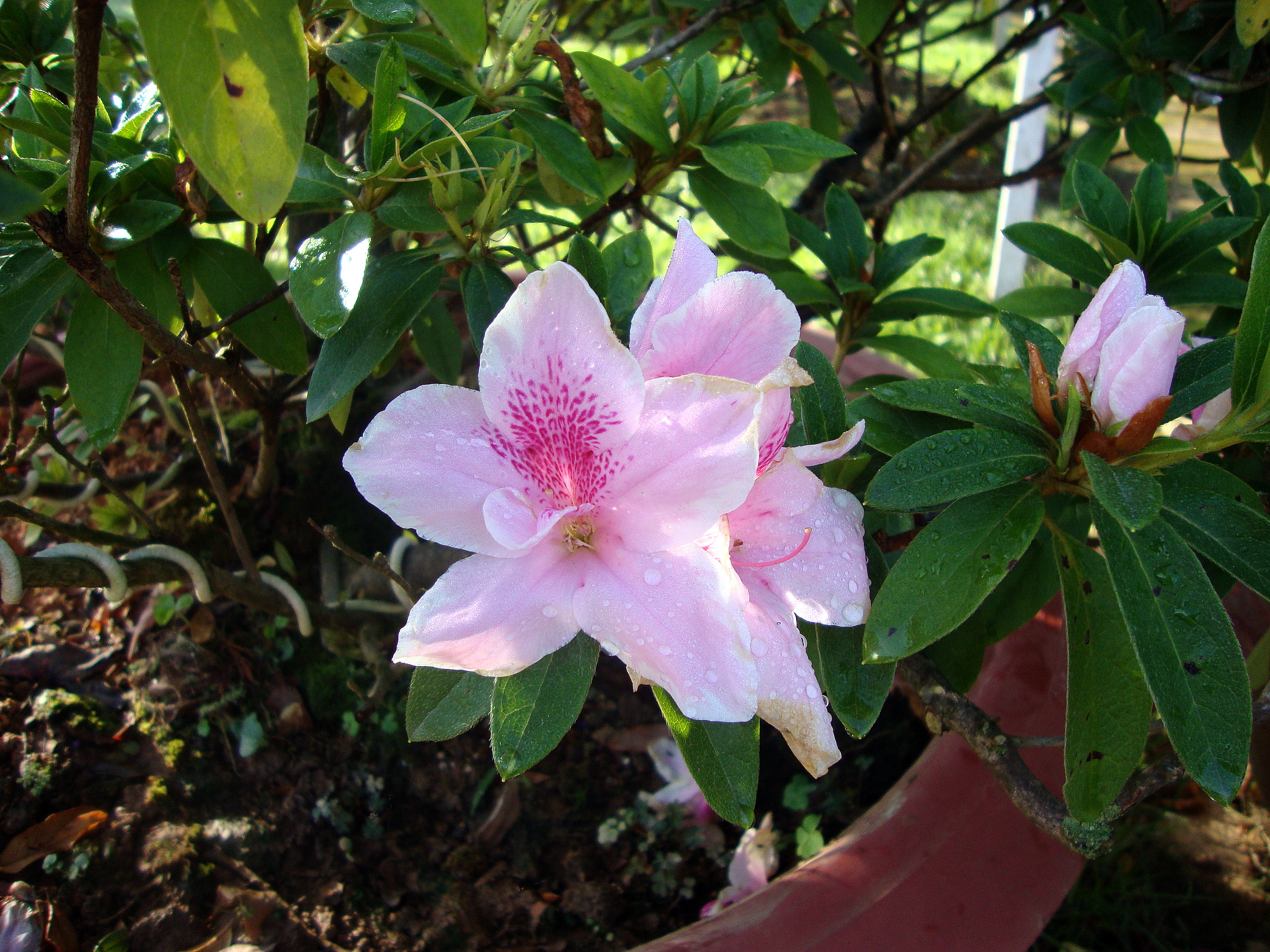
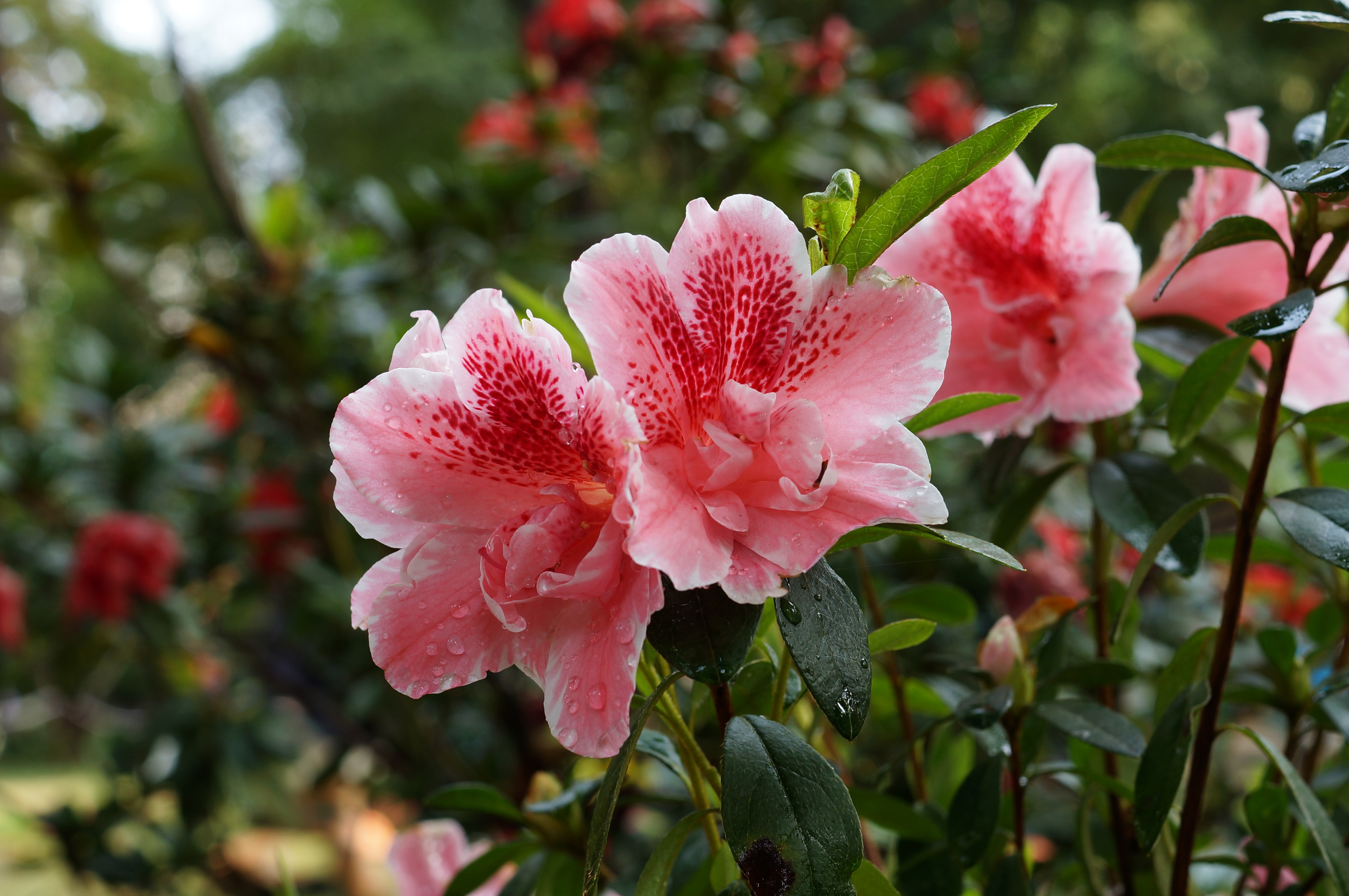